# معجزه (فیلم ۱۹۱۳)
معجزه (سوئدی: Miraklet) فیلمی صامت در سبک درام به کارگردانی ویکتور شوستروم است که در سال ۱۹۱۳ منتشر شد.